# Austria na Letnich Igrzyskach Olimpijskich 1928
Austrię na Letnich Igrzyskach Olimpijskich 1928 reprezentowało 73 zawodników.

## Zdobyte medale
| Medal | Zawodnik                 | Dyscyplina           | Konkurencja     |
| ----- | ------------------------ | -------------------- | --------------- |
| Złoto | Hans Haas                | Podnoszenie ciężarów | waga lekka      |
| Złoto | Franz Andrysek           | Podnoszenie ciężarów | waga piórkowa   |
| Brąz  | Leo Losert Viktor Flessl | Wioślarstwo          | dwójka podwójna |